# HD 33564
HD 33564 ist ein 68 Lichtjahre entfernter Hauptreihenstern der Spektralklasse F. Er besitzt eine scheinbare Helligkeit von 5,08 mag.
Im Jahre 2005 veröffentlichten Galland et al. die Entdeckung eines Begleiters dieses Sterns, bei dem es sich um einen Exoplaneten-Kandidaten handelt. Das Objekt trägt die systematische Bezeichnung HD 33564 b.